# Piet Hein
Piet Hein (16. prosince 1905 Kodaň - 17. dubna 1996 Fyn) byl dánský spisovatel, vynálezce, matematik a designér. Jeho krátké básně, známé jako gruks, se poprvé začaly objevovat v deníku Politiken krátce po německé okupaci Dánska v dubnu 1940 pod pseudonymem „Kumbel Kumbell“ (Kumbell znamená ve staré severštině "náhrobek"). Básně měly protiněmecký náboj, ale cenzura je pouštěla, protože nechápala jejich význam. Po osvobození skandinávští architekti, unavení čtvercovými budovami, ale uvědomující si, že kruhové budovy jsou nepraktické, požádali Heina o řešení. S využitím své matematické kompetence navrhl široké využití tzv. superelipsy, která se stala charakteristickým znakem moderní skandinávské architektury. Obhajoval použití superelipsy i při výrobě nábytku a v dalších oblastech. Sám navrhl a prodával některé domácí potřeby založené na superelipse. Vynalezl také hlavolam známý jako kostka Soma nebo deskovou hru Hex (jejíž princip využil například český televizní pořad AZ kvíz), stejně jako řadu dalších stolních her využívajících nějaký matematický či geometrický princip. Byl potomkem nizozemského námořního hrdiny 17. století Pieta Pieterszoona Heina.